# Музей современного искусства (Загреб)
Музей современного искусства (хорв. Muzej suvremene umjetnosti, MSU) расположен на проспекте Дубровник в Загребе, столице Хорватии. Он является крупнейшим и самым современным музеем страны
Музей ведёт свою историю с Городской галереи современного искусства, основанной в 1954 году. Она располагалась во дворце Кульмер в Нижнем городе, где также находился Центр фотографии, кинематографии и телевидения, а также музейная библиотека. Из-за нехватки места в музее не было постоянной экспозиции.
В 1998 году было принято решение перенести музей в совершенно новое здание на углу проспектов Дубровник и Вячеслава Холеваца в районе Новый Загреб. Был проведён конкурс на проект здания, и из 85 представленных работ был выбран проект архитектора Игора Франича. В ноябре 2003 года был заложен первый камень в основание музея, который, наконец, был открыт 11 декабря 2009 года, после шести лет строительства, сопровождавшегося несколькими задержками. Первоначальная стоимость здания оценивалась в 200 млн. хорватских кун, а в конечном итоге она составила около 450 млн. кун (около 84 млн. долларов США), инвестированных в равных долях Министерством культуры Хорватии и городом Загреб.
Общая площадь здания составляет 14 600 м², из которых 3500 м² отведено под постоянную экспозицию, а около 1500 м² предназначено для проведения временных выставок. В здании также расположены библиотека, мультимедийный зал, книжный магазин, кафе и ресторан.
Коллекция музея насчитывает около 12 000 предметов искусства, из которых около 600 находятся в постоянной экспозиции. В музее представлены работы современных хорватских художников, таких как Юлие Книфер, Тошо Дабац, Иван Кожарич, Венцеслав Рихтер, Бенко Хорват, Иван Пицель, Мирослав Шутей, Томислав Готовац, Далибор Мартинис, Саня Ивекович; а также зарубежных представителей современного искусства, таких как Джетулио Альвиани, Альберто Бьязи, Макс Билль, Пьеро Дорацио, Хулио Ле Парк, Рихард Мортенсен, Отто Пьене, Хесус Рафаэль Сото, Виктор Вазарели, Марина Абрамович, Дороти Кросс, Катажина Козыра и другие. 
Двойная горка, металлическая скульптура Карстена Хёллера, была установлена в вестибюле музея во время его официального открытия, как и инсталляции Брацо Димитриевича и Мирослава Балки перед южным входом в здание.